# Eupithecia ichinosawana
Eupithecia ichinosawana là một loài bướm đêm trong họ Geometridae.